# جک رینولدز
جک رینولدز (هلندی: Jack Reynolds; ۲۳ سپتامبر ۱۸۸۱ – ۸ نوامبر ۱۹۶۲) بازیکن و مربی فوتبال اهل انگلستان بود. او سرمربی‌گری آژاکس آمستردام را طی سالهای ۱۹۱۵–۱۹۲۵، ۱۹۲۸–۱۹۴۰ و ۱۹۴۵–۱۹۴۷ بر عهده داشت و از پیشگامان سبک توتال فوتبال به‌شمار می‌رود.

## باشگاهی
از باشگاه‌هایی که به عنوان بازیکن در آن بازی کرده می‌توان به باشگاه فوتبال منچستر سیتی، باشگاه فوتبال جیلینگام، باشگاه فوتبال شفیلد ونزدی، باشگاه فوتبال گریمزبی تاون، باشگاه فوتبال واتفورد و باشگاه فوتبال روچدیل اشاره کرد.